# Pachyrhachis
Pachyrhachis byl rodem vývojově velmi primitivního hada s dosud přítomnými končetinami. Zkameněliny tohoto asi 1 metr dlouhého vodního plaza byly objeveny na Západním břehu Jordánu ve vrstvách mořského vápence a vědecky popsány v roce 1979. Stáří nálezu odpovídá geologickému stupni cenoman a činí tedy 100 až 94 milionů let. Pachyrhachis problematicus je dnes jedním ze tří druhů primitivních hadů z tohoto období, kteří ještě byli vybaveni končetinami. Tento druh je velmi důležitý pro objasnění evolučních vazeb raných forem hadů a jejich plazích předků (zřejmě majících původ v mořských ještěrech). Přesné fylogenetické vztahy mezi tímto druhem a dalšími druhohorními hady je však dosud předmětem dohadů. Zmohutnělá žebra a obratle tohoto hada poukazují na adaptaci pro vyvážení vztlaku vody, což podporuje domněnku o jeho životě v moři.

## Další pravěcí hadi s končetinami
- Eupodophis
- Haasiophis
- Najash
- Tetrapodophis